# Tel Kacir
Tel Kacir (hebrejsky תֵּל קָצִיר, doslova "Pahorek sklizně", anglicky Tel Katzir, v oficiálním seznamu sídel Tel Qazir) je vesnice typu kibuc v Izraeli, v Severním distriktu, v Oblastní radě Emek ha-Jarden.

## Geografie
Leží v Galileji v nadmořské výšce 136 metrů pod mořskou hladinou, 1 kilometr od jižního břehu Galilejského jezera a na úpatí jižní části Golanských výšin, v oblasti s intenzivním zemědělstvím.
Vesnice se nachází cca 12 kilometrů jihovýchodně od města Tiberias, cca 105 kilometrů severovýchodně od centra Tel Avivu a cca 60 kilometrů jihovýchodně od centra Haify. Tel Kacir obývají Židé, přičemž osídlení v tomto regionu je ryze židovské.
Tel Kacir je na dopravní síť napojen pomocí dálnice číslo 92, která sleduje východní břeh Galilejského jezera. Dálnice číslo 98 z ní odbočuje okolo kibucu k jihovýchodu, do prostoru řeky Jarmuk a komplexu Chamat Gader.

## Dějiny
Tel Kacir byl založen v roce 1949. Jeho jméno je odvozeno od původního arabského místního názvu této lokality Tel el-Kassr.
Až do roku 1967 se kibuc nacházel v pohraniční zóně na dotyku izraelských a syrských pozic tak, jak to určily dohody o příměří uzavřené po válce za nezávislost roku 1949. Zakladateli vesnice byla osadnická skupina z jiných kibuců napojená na skautské hnutí תנועת הצופים – Tnuat ha-Cofim a na polovojenské osadnické sbory Nachal. Kvůli těžké bezpečnostní a ekonomické situaci ale zpočátku kibuc čelil odlivu obyvatel. Vesnice byla vystavena opakovanému ostřelování ze syrských pozic. Po jomkipurské válce v roce 1973 se bezpečnostní situace zcela uklidnila.
Ekonomika kibucu je založena na zemědělství, průmyslu a turistickém ruchu. Kibuc prošel počátkem 21. století privatizací a jeho členové jsou odměňováni individuálně, podle odvedené práce. V obci je k dispozici synagoga, společenské středisko, obchod, společná jídelna, sportovní areály.

## Demografie
Obyvatelstvo kibucu Tel Kacir je sekulární. Podle údajů z roku 2014 tvořili naprostou většinu obyvatel v kibucu Tel Kacir Židé (včetně statistické kategorie "ostatní", která zahrnuje nearabské obyvatele židovského původu ale bez formální příslušnosti k židovskému náboženství).
Jde o menší sídlo vesnického typu s dlouhodobě mírně rostoucí populací. K 31. prosinci 2014 zde žilo 344 lidí. Během roku 2014 populace stoupla o 5,2 %.
| Rok            | 1961 | 1972 | 1983 | 1995 | 2001 | 2003 | 2004 | 2005 | 2006 | 2007 | 2008 | 2009 | 2010 | 2011 | 2012 | 2013 | 2014 |
| -------------- | ---- | ---- | ---- | ---- | ---- | ---- | ---- | ---- | ---- | ---- | ---- | ---- | ---- | ---- | ---- | ---- | ---- |
| Počet obyvatel | 61   | 154  | 300  | 269  | 228  | 228  | 233  | 206  | 202  | 206  | 211  | 292  | 298  | 312  | 319  | 327  | 344  |

## Významní rodáci
- Mark Regev – mluvčí izraelského premiéra